# Ali Agha Nahif

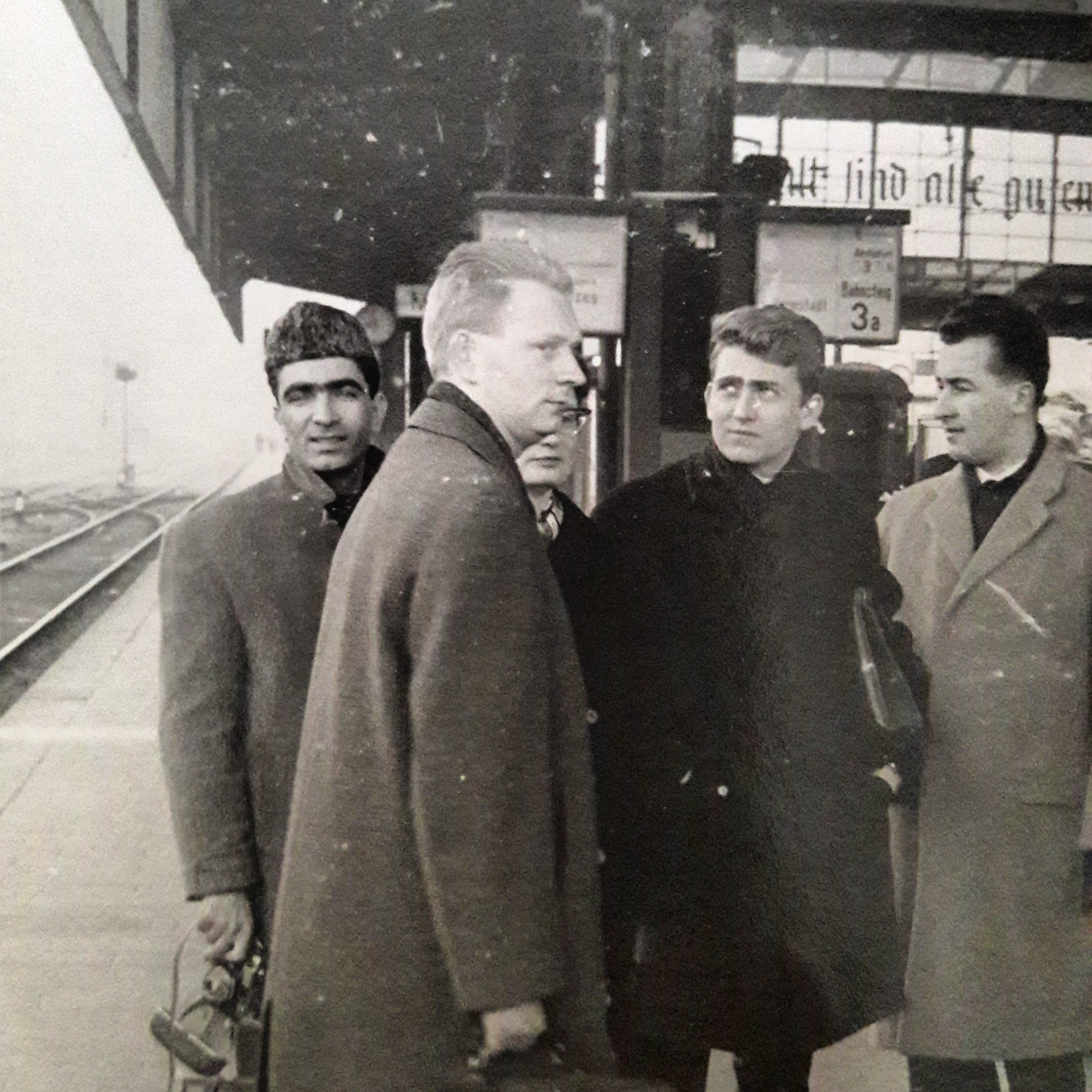
Ali Agha Nahif während seines Studienaufenthaltes in Deutschland, 1960er.

Ali Agha Nahif (geboren am 10. Mai 1936 in Herat, Afghanistan; gestorben am 29. Dezember 2017 in Bonn, Deutschland) war der erste afghanische Direktor des Zoologischen Gartens von Kabul (heute: Kabuler Zoo).

## Leben
Ali Agha Nahif studierte von 1955 bis 1960 an der Faculty of Science der Universität Kabul Chemie und Biologie. In der Zeit von 1960 bis 1963 war er als wissenschaftlicher Assistent und von 1967 bis 1970 als wissenschaftlicher Mitarbeiter an der biologischen Abteilung der Faculty of Science tätig. Seine Promotion schloss er 1973 an der Rheinischen Friedrich-Wilhelms-Universität Bonn ab, wo er bereits zwischen 1963 und 1967 einen längeren Studienaufenthalt verbracht hatte.
Von 1974 bis 1975 sowie von 1978 bis 1981 stand der Zoologische Garten von Kabul unter seiner Leitung, zeitgleich war er Professor für Zoologie, Parasitologie und Entomologie an der Universität Kabul. Er etablierte 1980 den Bau einer veterinärmedizinischen Abteilung und eines modernen parasitologischen Labors im Kabuler Zoo. Darüber hinaus war er während seiner zwei Amtszeiten maßgeblich für den Aufbau von zeitgemäßen Freigehegen, eines Aquarium-Terrariums (1974), den Ausbau der Vogelsammlung und der Herausgabe der Zeitschrift Kabuler Zoo verantwortlich. Gemeinsam mit seinen Kollegen verfasste er einen ersten Entwurf für ein Jagdgesetz, um die Jagd innerhalb des Landes aber auch die illegale Ausfuhr von einheimischen Tieren zu unterbinden.
Nach dem Einmarsch der Sowjets 1979 floh Ali Agha Nahif mit seiner Frau und Tochter nach Deutschland. Er kehrte an die Universität Bonn zurück und arbeitete ab 1981 bis 2002 als wissenschaftlicher Mitarbeiter am damaligen Institut für Evolutionsbiologie und am Institut für medizinische Parasitologie. Nach seiner Pensionierung widmete er sich dem akademischen Wiederaufbau der Faculty of Science der Universität Herat, darüber hinaus machte er sich dafür stark den jetzigen Kabuler Zoo nach Herat zu überführen. Ein Plan, den er bereits in den Anfängen seiner Direktorenzeit verfolgt hatte. Zusätzlich zum Zoologischen Garten war es sein Wunsch einen Botanischen Garten in der Nähe des Hari Rud zu eröffnen. Beides wurde allerdings aus diversen Gründen nicht genehmigt.
Ali Agha Nahif starb am 29. Dezember 2017 in Bonn, Deutschland. Er war verheiratet und Vater von zwei Töchtern.